# Circolare LineafusinA vízibusz (Velence)
A velencei Circolare LineafusinA jelzésű vízibusz különleges a velencei tömegközlekedésben, mert ugyanazon név alatt három különálló járat közlekedik: az egyik Fusina és Zattere között, a másik Zattere és Alberoni között,  a harmadik pedig Alberoni és Fusina között, így kialakítva egy teljes körjáratot. A viszonylatot az ACTV és a Terminal Fusina közösen üzemelteti.

## Története
A járat eredetileg  16-os számozással a Lido és Fusina között közlekedett, majd a Brenta folyón át egészen Padováig járt. 1980-ban megszüntették, majd 1990-ben újraindították, de rövidebb útvonalon, Zattere és Fusina között. 2000-ig közlekedett, mikor az üzemeltetést az ACTV-től átvette az Alilaguna S.p.A. Az átvétellel névváltoztatás is járt: ettől kedve Lineafusina lett a neve és a járat többé nem állt meg a Sant’Eufemia megállóhelyen. 2007-től ismét üzemeltetőt és nevet váltottak, a Circolare LineafusinA járat vette át a helyét, melyet részben a Terminal Fusina üzemeltet.
A Circolare LineafusinA járat története:
| Időszak     | Járat- szám           | Megállók                                                                                                 |
| ----------- | --------------------- | --- |
| 1978 – 1980 | 16                    | Lido, Santa Maria Elisabetta – San Zaccaria (Danieli) – Zattere – Fusina – Mira – Oriago – Stra – Padova |
| 1990 – 2000 | 16                    | Zattere – Sant'Eufemia – Fusina                                                                          |
| 2000 – 2007 | Lineafusina           | Zattere – Fusina                                                                                         |
| 2007 –      | Circolare LineafusinA | Fusina – Zattere; Zattere – Malamocco – San Camillo – Alberoni; Alberoni – Fusina                        |

## Megállóhelyei
| sz.          | idő (perc) | megállóhely neve | sz. | idő (perc) | átszállási kapcsolatok                                                                 | látnivalók                                      |
| ------------ | ---------- | ---------------- | --- | ---------- | -------------------------------------------------------------------------------------- | ----------------------------------------------- |
| Linea Blu    |            |                  |     |            |                                                                                        |                                                 |
| 0            | 0          | Fusina           | 1   | 25         |                                                                                        | Fusina                                          |
| 1            | 25         | Zattere          | 0   | 0          | 2, 5.1, 5.2, 6, 8, 10, N, Alilaguna B, Alilaguna V, Carnevale all’Arsenale, Pantallone | Zattere, Gesuati, Santa Maria della Visitazione |
| Linea Giallo |            |                  |     |            |                                                                                        |                                                 |
| 0            | 0          | Zattere          | 3   | 45         | 2, 5.1, 5.2, 6, 8, 10, N, Alilaguna B, Alilaguna V, Carnevale all’Arsenale, Pantallone | Zattere, Gesuati, Santa Maria della Visitazione |
| 1            | 35         | Malamocco        | 2   | 10         |                                                                                        | Malamocco                                       |
| 2            | 40         | San Camillo      | 1   | 5          |                                                                                        | San Camillo                                     |
| 3            | 45         | Alberoni         | 0   | 0          | 11                                                                                     | Alberoni                                        |
| Linea Rosso  |            |                  |     |            |                                                                                        |                                                 |
| 0            | 0          | San Camillo      | ∫   | ∫          |                                                                                        | San Camillo                                     |
| 1            | 5          | Alberoni         | 1   | 40         | 11                                                                                     | Alberoni                                        |
| 2            | 45         | Fusina           | 0   | 0          |                                                                                        | Fusina                                          |

Megjegyzés: A dőlttel szedett megállókban a hajók csak kérésre állnak meg. Előzetes egyeztetés telefonon lehetséges.